# Garaeus ustapex
Garaeus ustapex là một loài bướm đêm trong họ Geometridae.